# 시모우카와촌
시모우카와촌(일본어: 下宇川村)은 일본 교토부 다케노군에 설치되었던 촌이다. 현재의 교탄고시에 해당한다.

## 역사
- 1889년 4월 1일 - 정촌제 시행에 의해 7촌의 구역을 가지고 성립하였다.
- 1955년 2월 1일 - 다이자정, 도요사카촌, 다카노촌,,가미우카와촌과 합병해, 단고정이 성립, 동일 시모우카와촌은 폐지되었다.

## 참고문헌
- 『丹後町史』丹後町、1976年
- 「角川日本地名大辞典」編纂委員会『가도카와 일본 지명 대사전 26 京都府』角川書店、1982年